# 夜道雪
夜道 雪（よみち ゆき、1999年11月21日 - ）は、日本のマルチタレント、YouTuber、声優。
北海道札幌市出身。自称「北海道の秘密兵器」、「俺の嫁系YouTuber」。

## 概要・略歴
中学3年生時にスカウトされ、そのままローカルタレントとして北海道を中心に、テレビ、ラジオ、イベント、モデル等幅広くタレント活動を開始する。さらに、札幌を拠点に活動するアイドル、「撫子団」のメンバーとして活動を開始する。芸名の由来は、ある夜に外を歩いていたら雪が降ってきたから。
2018年6月に自身のYouTubeチャンネルを立ち上げ、YouTuberとしての活動を始める。2019年9月には、登録者数が10万人を突破したことでYoutube公式から銀の盾が贈呈された。
2018年7月、当時新たな事務所として立ち上げられた「RERAISE」に所属。2019年7月にRERAISEを退所。
その後フリーランスで活動中、アプリゲーム『ユバの徴』のシュマリ役を演じた事をきっかけに声優としての本格的な活動を目指し養成所に入学。
声優養成所を卒業後すぐに、声優事務所キャトルステラに所属。アニメ、ゲーム、外画アニメなどに出演。
2019年9月7日、動画の視聴者から「BanG Dream!に出てくるキャラクターの美竹蘭に似ている」と言われていた夜道雪をYouTuberのニキがコスプレさせるといった内容の動画をコラボという形で投稿。これがきっかけとなり、dattoの「アニメあるある」のミュージック・ビデオに、美竹蘭のコスプレで登場した。
2020年から2022年にかけて、ソニーモバイルのXperiaアンバサダーを務める。
2020年5月、ライトノベル『スーパーカブ』のTVアニメ化で、主人公の小熊 役への起用が発表された。自身にとって初の主役且つ代表作となり、声優としての知名度も大きく上昇した。オーディションを受けるにあたって、自身もスーパーカブに興味を持ち所有することに。（#人物の節も参照）
2021年1月、前年（2020年5月）にアニメ化が発表されていた漫画作品『女神寮の寮母くん。』のTVアニメ化で八月朔日せれね役への起用が発表された。キャスト内で唯一、公式2.5次元キャラクターにも起用され、OP／ED曲の歌唱も担当した。
2021年7月、秋田書店『ヤングチャンピオン烈』No.8にて表紙および漫画『ばくおん!!』とのコラボ水着グラビアを担当。水着グラビア自体も初挑戦となる。同月には『月刊少年チャンピオン』8月号でも表紙と『クローズ』および『WORST』とコラボした水着グラビアを担当した。
同月、夜道雪メジャー1st写真集『ひめごと』を発売。 8/9付「オリコン週間BOOKランキング」ジャンル別「写真集」で7位を獲得し、Amazon写真集ランキングでは1位を獲得する。
2021年秋頃、当時所属していたキャトルステラの公式サイトからプロフィールページが削除。2021年12月15日、メジャーレーベルから2022年にソロアーティストとしてデビューすること、2022年5月10日にはユニバーサルミュージックに所属となることが本人より相次いで発表され、同年7月20日に「初雪 First Love」をリリースしアーティストデビューを果たした。
2022年7月15日、公式ホームページを立ち上げる。扉絵を『スーパーカブ』で原作挿絵を担当した博、『六道の悪女たち』原作者の中村勇志、フリーイラストレーターのまるよが担当している。
2023年4月より放送が開始されたアニメ『六道の悪女たち』に姫野莇美役で出演。
2023年7月よりWebメデイア「エンタジャム」のレギュラー生放送『エンタジャム　エンタメ情報局』のアシスタントとしてレギュラー出演。
2023年9月15日、2nd写真集『こいしき』を発売。
2023年1月23日発売の『週刊プレイボーイ』2023年No.6号のプロフィール欄ではシルヴァーレイスが所属事務所として掲載されていたが、2023年11月30日をもって退所し、以降はフリーとして活動する事を報告した。
2024年4月3日、「川口オートレースイメージガール」の3代目に就任。

## 人物
- バイクの愛好家であり、愛車は高校生で17歳の時に買ったKTMの390 DUKE（デューク）で[32][33][19]、自らメンテナンスを手掛け[6]、大型二輪免許も取得[34]。バイクの各イベントにゲスト出演し[35][36][37]、走行会に参加[38][39][40]。試乗レポートも行う[注 3]。
  - 2020年5月にはKTMジャパンが主催する、SNS上で390 DUKEの絵を描く「#STAYREADYTORACE 絵心ハッシュタグ チャレンジ」の審査員を務め、「夜道雪 賞」が設けられた[43][44]。
  - 同年8月、カブへの関心から[45]、保有するバイクが5台目となるスーパーカブ50の購入を明かした[19]。
  - 所有する車種は他に、HONDAのCBR650F[46][47][48]、MVアグスタのDRAGSTER（ドラッグスター）800RR[49][50][51]、GPXのDemon（デーモン）GR200R[注 4]。かつて所有していたバイクに、GPXのDemon 150GR[55][56]がある。
  - 2024年1月時点では10台を所有[2]。
  - 川口オートレース場では、夜道用にカスタマイズを加えた競走車（1級車）として「夜道号」が存在しており、夜道自身も試走先導などの際に乗車している。通常の競走車とは異なりブレーキが取り付けられているが（青木治親が取り付けた）、本人のこだわりでできるだけ使わないようにしているという。

## 出演
- 太字はメインキャラクター。
- 出典の無いものはキャトルステラの紹介ページを参照[57]。

### テレビアニメ
- その時、カノジョは。（2018年、チアキ[58][59]）
- スーパーカブ（2021年、小熊[60][61]）
- 女神寮の寮母くん。（2021年、八月朔日せれね[62]）
- 邪神ちゃんドロップキックX（2022年、モブF）
- もういっぽん!（2023年、湊幸）
- 六道の悪女たち（2023年、姫野莇美[63]）
- 報われなかった村人A、貴族に拾われて溺愛される上に、実は持っていた伝説級の神スキルも覚醒した（時期未定、イシュタル[64]）

### OVA
- 怪獣娘（黒）〜ウルトラ怪獣擬人化計画〜（2018年、女子高生）

### ゲーム
2018年
- ユバの徽（シュマリ）

2019年
- ラビリンスチェイサー（ヴィオラ）

2020年
- 星界神話 -ASTRAL TALE-（コトネ）
- ハローヒーロー:Epic Battle（ゲイル）
- ステラクロニクル（鯨）
- しんけん魁!!（火車切ひろみ）
- CLOSERS（ミコト＝アマミヤ）
- Hell Sports（キーコ）

2022年
- SAMURAI MAIDEN -サムライメイデン-（玉織紬）

2023年
- タワーオブスカイ（リーニエ）

### 吹き替え
- マロナの幻想的な物語り （2020年、ソランジュ〈少女・大人〉[85][86][87][88][89]）

### 映画
- 劇場版 さよなら、ミオちゃん（2018年、短編映画）- 主演[90][注 5]

### 舞台
- 2.5次元舞台 月詠物語 （2020年2月8日 - 11日、池袋シアターグリーンBASE THEATER） - カナ 役[94][注 6]

### ミュージック・ビデオ
- datto『邦ロックあるある2』（2019年）
- datto『アニメあるある』（2019年）

### ネット配信
- 声優e-Sports部（2022年10月 - 、YouTube） - 4期生
- 【エンタジャムPresents】 EnterJam? エンタメ情報局 （2023年7月3日 - 、YouTube・ニコニコ生放送・ツイキャス）- アシスタント[26]

### その他コンテンツ
- ASMR「ここじゃない、どこかへ……」（2022年、鈴原真希）
- シャープ「COCORO VOICE」ホットクック・ヘルシオ用カスタムボイス[99]（2023年3月17日、みゆき）

## 出版

### 写真集
- ひめごと（2021年7月29日、秋田書店、撮影：近藤宏一、吉岡希鼓斗）ISBN 978-4253110990[100]
- こいしき（2023年9月15日、KADOKAWA、撮影：近藤宏一）ISBN 978-4047376908[101]

### デジタル写真集
- 夜道に注意（2022年6月1日、秋田書店［ヤングチャンピオンデジグラ］）
- 人気声優のマシュマロボディ（2022年10月5日、講談社［FRIDAYデジタル写真集］、撮影：小池大介）[102][103][注 7]
- 風のささやき（2023年1月23日、集英社［週プレ PHOTO BOOK］、撮影：藤本和典）[107][108]
- ぎゅーってしよ？（2023年7月21日、講談社［FRIDAYデジタル写真集］、撮影：小池大介）[109]
- セレナーデ（2023年12月21日、講談社［FRIDAYデジタル写真集］、撮影：小池大介）[110]
- 胸のドキドキが止まらない（2024年1月4日、集英社［週プレ PHOTO BOOK］、撮影：田口まき）[111]
- うまれたてのゆき（2024年1月19日、講談社［FRIDAYデジタル写真集］、撮影：小池大介）[112]
- こいしき -yuki's select-（2024年4月26日、KADOKAWA、撮影：近藤宏一）[113]
- 夜道雪 in GUN ACTION（2024年8月23日、ホビージャパン［Arms MAGAZINE DIGITAL PHOTO BOOK］、撮影：福島裕二）
- 週刊GIRLS-PEDIA 092（2024年12月1日、KADOKAWA）[114]

### Web連載
- 夜道 雪のBlowin' the Night wind！(夜風に吹かれて！)（2022年11月19日 - 2023年10月14日、WEBザテレビジョン）[115]

### 雑誌
- 声優パラダイスR Vol.36号・Vol.41号・Vol.42号・Vol.51号 （2020年7月30日 - 隔月発売、秋田書店）
- ヤングチャンピオンRED 8月号 （2020年7月、秋田書店）
- ヤングチャンピオン烈 No.8号 （2021年7月、秋田書店）
- 月刊少年チャンピオン 8月号 （2021年7月、秋田書店）
- どこでもヤングチャンピオン 9月号 （2021年8月24日、秋田書店）
- FRIDAY 7月29日・8月5日号 （2022年7月15日、講談社）[104]
- ドラゴンエイジ 2023年1月号 （2022年12月9日、KADOKAWA）
- 週刊プレイボーイ 2023年No.6号 （2023年1月23日、集英社）

### トレーディングカード
- 夜道雪 ファースト・トレーディングカード（2024年12月21日、ヒッツ）[116][117]

## ディスコグラフィ

### デジタルシングル
| 枚  | 発売日         | タイトル     | 収録アルバム | 備考 |
| --- | -------------- | ------------ | ------------ | ---- |
| 1st | 2024年11月24日 | 銀幕スターズ | 『1日1雪＃』 |      |
| 2nd | 2025年2月14日  | Snow Drop    | 『1日1雪＃』 |      |

### アルバム
|            | 発売日        | タイトル        | 規格品番  | 規格品番                          | 規格品番  | 最高位 （オリコン） |
| 初回限定盤 | 発売日        | タイトル        | 通常盤    | UNIVERSAL MUSIC STOREスペシャル盤 |           | 最高位 （オリコン） |
| ---------- | ------------- | --------------- | --------- | --------------------------------- | --------- | ------------------- |
| 1st        | 2022年7月20日 | 初雪 First Love | UICZ-9219 | UICZ-4605                         | D2CT-1744 | 66位                |

|        | 発売日        | タイトル | 規格品番  | 規格品番  | 規格品番  | 最高位 （オリコン） |
| Type-A | 発売日        | タイトル | Type-B    | Type-C    |           | 最高位 （オリコン） |
| ------ | ------------- | -------- | --------- | --------- | --------- | ------------------- |
| 2nd    | 2025年6月30日 | 1日1雪＃ | RRYY-0001 | RRYY-0002 | RRYY-0003 |                     |

### 参加楽曲
| 発売日        | 商品名                   | 歌                           | 楽曲                    | 備考                                                 |
| ------------- | ------------------------ | ---------------------------- | ----------------------- | ---------------------------------------------------- |
| 2021年4月8日  | 「春への伝言」           | 夜道雪、七瀬彩夏、日岡なつみ | 「春への伝言」          | テレビアニメ『スーパーカブ』エンディングテーマ       |
| 2021年7月28日 | 「 Naughty Love 」       | 女神寮生                     | 「Naughty Love」        | テレビアニメ『女神寮の寮母くん。』オープニングテーマ |
| 2021年7月28日 | 「 ゼッタイ！キミ宣言♡」 | 女神 寮生＋α                 | 「ゼッタイ！キミ宣言♡」 | テレビアニメ『女神寮の寮母くん。』エンディングテーマ |

### キャラクターソング
| 発売日        | 商品名                                 | 歌                     | 楽曲           | 備考                                              |
| ------------- | -------------------------------------- | ---------------------- | -------------- | ------------------------------------------------- |
| 2023年9月27日 | 「六道の悪女たち Blu-ray【下巻】特典CD | 姫野莇美（CV．夜道雪） | 「暴走厳禁!!」 | テレビアニメ「六道の悪女たち」 キャラクターソング |